# Різе
Різе́ (тур. Rize, вірм. Ռիզե) — місто в Туреччині, адміністративний центр однойменного ілу. Населення 2015 р. - 111 212 осіб (агломерація - 143.461 осіб).

## Географія
Розташований у північно-східній частині Туреччини, на південному березі Чорного моря між гірським пасмом й морським берегом.

### Клімат
Місто знаходиться у зоні, котра характеризується вологим субтропічним кліматом. Найтепліший місяць — липень із середньою температурою 21.7 °C (71 °F). Найхолодніший місяць — січень, із середньою температурою 5.6 °С (42 °F).
| Клімат Ризе             | Клімат Ризе | Клімат Ризе | Клімат Ризе | Клімат Ризе | Клімат Ризе | Клімат Ризе | Клімат Ризе | Клімат Ризе | Клімат Ризе | Клімат Ризе | Клімат Ризе | Клімат Ризе | Клімат Ризе |
| Показник                | Січ.        | Лют.        | Бер.        | Квіт.       | Трав.       | Черв.       | Лип.        | Серп.       | Вер.        | Жовт.       | Лист.       | Груд.       | Рік         |
| Середній максимум, °C   | 10          | 10          | 11          | 15          | 19          | 23          | 25          | 25          | 23          | 19          | 16          | 12          | 17          |
| Середня температура, °C | 6           | 6           | 7           | 11          | 15          | 19          | 22          | 22          | 19          | 15          | 12          | 8           | 13          |
| Середній мінімум, °C    | 3           | 3           | 4           | 8           | 12          | 16          | 19          | 19          | 16          | 12          | 8           | 5           | 10          |
| Норма опадів, мм        | 237         | 192         | 163         | 100         | 99          | 132         | 145         | 193         | 253         | 286         | 262         | 250         | 2311        |
| ----------------------- | ----------- | ----------- | ----------- | ----------- | ----------- | ----------- | ----------- | ----------- | ----------- | ----------- | ----------- | ----------- | ----------- |
| Джерело: Weatherbase    |             |             |             |             |             |             |             |             |             |             |             |             |             |

## Історія
За часів імператора Юстиніана відоме як берегове укріплення грец. Rhisos.
В Османській імперії входив до Трапезундського вілаєту.
Станом на 1912 рік у місті та околицях мешкали: мусульмани — 93 176 осіб, греки — 1424 особи.

## Господарство
У місті переважно переробляється сільськогосподарська продукція. Повітряне й залізничне транспортне сполучення утруднене та здійснюється через сусіднє місто Трабзон.